# Ellen Daub
Ellen Daub (eigentlicher Vorname: Katherina) – verh. Noack, vorher verh. König (* 2. Mai 1900 in Düsseldorf; † 11. November 1965 in Darmstadt) war eine deutsche Schauspielerin.

## Leben und Werk
1924 berief Richard Weichert sie an das Frankfurter Schauspielhaus. Sie debütierte als Katherina in Frank Wedekinds Drama Der Liebestrank. Zunächst spezialisierte sie sich auf moderne Rollen in Stücken von Luigi Pirandello, Georg Kaiser und Walter Hasenclever. Später trat sie bevorzugt in klassischen Rollen auf. Bei den ersten Römerberg-Festspielen 1932 spielte sie die Adelheid in Goethes Urgötz und die Margarethe von Parma in Egmont. 1933 übernahm sie die Rolle der Johanna in Schillers Jungfrau von Orleans. 1935 gab sie Gretchen in Goethes Faust.
Zu ihrem 25. Bühnenjubiläum 1949 spielte sie die Elisabeth in Maria Stuart. 1961 zog sie sich ins Privatleben zurück. Sie war in zweiter Ehe verheiratet mit dem Schauspieler Max Noack. Ellen Daub starb 1965 in Darmstadt. Ihr Grab befindet sich auf dem Waldfriedhof Darmstadt.